# Dirk Reimers
Dirk Reimers (* 10. Januar 1943 in Neumünster) ist ein deutscher Jurist und Beamter und war bis Ende 2017 geschäftsführender Vorstand der Deutschen Nationalstiftung. Von 1987 bis 1991 war er Polizeipräsident und von 1991 bis 2001 Staatsrat in Hamburg.

## Leben und Wirken
Reimers trat nach dem Studium der Rechtswissenschaften und dem zweiten Staatsexamen 1973 in den Dienst des Senats der Freien und Hansestadt Hamburg ein. Er begann als Grundsatzreferent der Konzernverwaltung in der Finanzbehörde; später war er in den Bereichen Organisation, Finanzen und Personal in unterschiedlichen Behörden tätig. 
1987 wurde er zum Polizeipräsidenten von Hamburg ernannt 1991 wurde er Staatsrat der Innenbehörde und Landeswahlleiter und gründete den Polizeiverein Hamburg. In Folge des so genannten Hamburger Polizeiskandals musste Reimers nach dem Rücktritt von Innensenator Werner Hackmann 1994 das Amt aufgeben und wurde in die von Ortwin Runde geführte Finanzbehörde versetzt. 1995 wechselte er in die von Fritz Vahrenholt geleitete Umweltbehörde, nach der Bürgerschaftswahl 1997 wieder in die dann von Ingrid Nümann-Seidewinkel geleitete Finanzbehörde. Mit der Ablösung des zurückgetretenen Innensenators Hartmuth Wrocklage durch Olaf Scholz im Mai 2001 kehrte er in die Innenbehörde zurück. Nach der Bürgerschaftswahl 2001 arbeitete er kurz unter dem neuen Innensenator Ronald Schill und wurde Ende 2001 in den einstweiligen Ruhestand versetzt.
Als Beamter nahm Reimers zahlreiche Aufsichtsratsmandate wahr und war Vertreter des Senats im Wissenschaftsrat, im Senat der Helmholtz-Gemeinschaft und im Deutschen Übersee-Institut.
Nach seiner Versetzung in den einstweiligen Ruhestand Ende 2001 widmete Reimers sich verschiedenen Ehrenämtern. Bis November 2014 leitete er den Polizeiverein Hamburg und ist seitdem dessen Ehrenvorsitzender. Von 2003 bis 2007 führte er als Präsident den Landesverband Hamburg des Deutschen Roten Kreuzes, wurde 2003 in den Senat der Deutschen Nationalstiftung gewählt und arbeitete dort von 2004 bis 2017 ehrenamtlich als geschäftsführender Vorstand. 2013 wurde er in den Vorstand der Deutschen Gesellschaft in Berlin berufen. Überdies ist er Vizepräsident des Freundeskreises Ausbildung ausländischer Offiziere an der Führungsakademie der Bundeswehr e.V.

## Schriften (Auswahl)
- mit Kurt Biedenkopf, Armin Rolfink (Hrsg.): Was ist uns die Hauptstadt wert?. Im Auftrag der Deutschen Nationalstiftung, Leske & Budrich, Opladen 2003, ISBN 3-8100-4054-1.
- Stolz, ein Deutscher zu sein?. Über die nationale Identität der Deutschen in Europa. In: Clausewitz-Gesellschaft (Hrsg.): Jahrbuch 2009. Band 5, Hamburg 2009, ISBN 978-3-9810794-4-9, S. 242 ff.
- Erinnerung und Zuversicht. in: Andreas H. Apelt (Hrsg.): Aufbrüche und Umbrüche. 20 Jahre deutsche Einheit – Zeitzeugen ziehen Bilanz. Mitteldeutscher Verlag, Halle (Saale) 2010, S. 157 ff.
- mit Andreas H. Apelt, Eckhard Jesse (Hrsg.): Was ist Freiheit?. 25 Jahre Friedliche Revolution 1989. Mitteldeutscher Verlag, Halle (Saale) 2015, ISBN 978-3-95462-443-0.
- mit Andreas H. Apelt und Eckhard Jesse (Hrsg.): Brauchen wir eine Leitkultur? Mitteldeutscher Verlag, Halle (Saale) 2018, ISBN 978-3-96311-033-7.

## Auszeichnungen
- 2009: Verdienstkreuz 1. Klasse des Verdienstordens der Bundesrepublik Deutschland
- 2011: Ehrenkreuz der Bundeswehr in Gold[5]
- 2014: Medaille für treue Arbeit im Dienste des Volkes in Silber des Senats der Freien und Hansestadt Hamburg[6]
- 2014: Deutsches Feuerwehr-Ehrenkreuz in Silber